# Aeroelasticidad

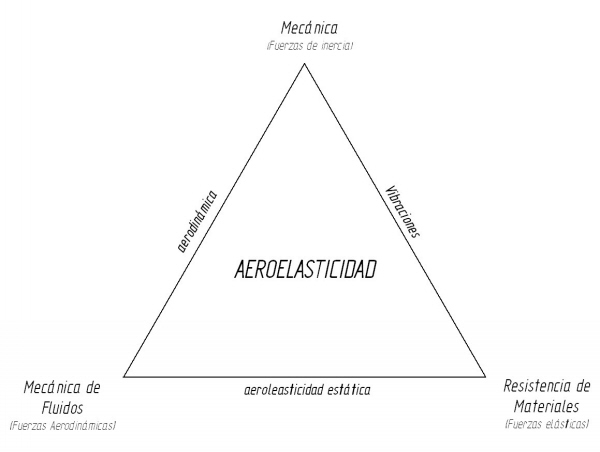
Diagrama de Collar.

La aeroelasticidad es la ciencia que estudia la interacción entre las fuerzas inerciales, elásticas y aerodinámicas. Fue definida por Arthur Collar en 1947 como "el estudio de la interacción mutua que ocurre dentro del triángulo de las fuerzas inerciales, elásticas y aerodinámicas actuando sobre miembros estructurales expuestos a una corriente de aire, y la influencia de este estudio en el diseño". Otra definición la describe como la rama de la Ingeniería Aeronáutica que se ocupa de la respuesta dinámica de las estructuras ante fuerzas aerodinámicas.

## Introducción
Las estructuras modernas de los aviones no son completamente rígidas y el fenómeno aeroelástico se presenta cuando las deformaciones estructurales inducen cambios en las fuerzas aerodinámicas. Las fuerzas aerodinámicas adicionales conllevan un incremento en las deformaciones estructurales, que a su vez provocan fuerzas aerodinámicas mayores. Estas interacciones pueden volverse gradualmente más pequeñas hasta llegar a una condición de equilibrio, o pueden divergir catastróficamente.
La aeroelasticidad se puede dividir en dos campos de estudio: aeroelasticidad estática y dinámica.

## Aeroelasticidad estática
Estudia la interacción entre las fuerzas elásticas y aerodinámicas en una estructura elástica. Las propiedades de la masa no son significativas en este tipo de fenómenos.

### Divergencia
La divergencia ocurre cuando una superficie en levantamiento se dobla bajo una carga aerodinámica para aumentar la carga aplicada, o mover la carga para que el efecto de giro en la estructura sea incrementado. La carga incrementada dobla la estructura aún más, lo que lleva la estructura a la carga límite, y eventualmente a una fractura.

### Inversión de mando
Es la pérdida (o inversión) de la respuesta esperada de una superficie de control, debido a la deformación estructural de la superficie principal.

## Aeroelasticidad dinámica
Estudia la interacción entre las fuerzas aerodinámicas, elásticas e inerciales. Algunos ejemplos de fenómenos aeroelásticos dinámicos son:

### Flameo (flutter)

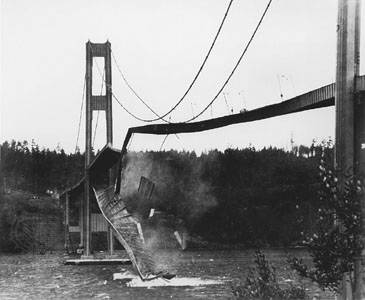
Imagen del colapso del puente de Tacoma Narrows. El flameo fue el responsable de la inestabilidad en el tablero y su consecuente colapso.

Es una vibración autoinducida que ocurre cuando una superficie sustentadora se dobla bajo una carga aerodinámica. Una vez que la carga se reduce, la desviación también se reduce, restaurando la forma original; esto a su vez restaura la carga original y empieza así el ciclo nuevamente. En casos extremos, la elasticidad de la estructura significa que cuando la carga se reduce, la estructura salta atrás tan lejos que se sale del vector y crea una nueva carga aerodinámica en la dirección opuesta a la original. Incluso el cambio de la distribución de la masa en un aeroplano o la rigidez de un componente puede inducir esta resonancia en un componente aparentemente sin relación aerodinámica.
En su forma más inofensiva puede aparecer como un "zumbido" en la estructura del avión, pero en la más violenta se puede detonar incontrolablemente a gran velocidad y causar grandes daños o incluso la destrucción de la aeronave.
Esta resonancia puede ocurrir en estructuras distintas a un avión. Un ejemplo famoso de este fenómeno es el Puente de Tacoma Narrows.

### Respuesta dinámica
Es la respuesta de una aeronave a ráfagas y demás alteraciones atmosféricas externas.

### Bataneo (buffetting)
Es una inestabilidad de altas frecuencias causada por la desconexión del flujo de aire de un flap u oscilaciones de onda de choque. Se trata de una vibración forzada aleatoria.

## Otros campos de estudio
Otros campos de la física pueden tener una influencia en los fenómenos aeroelásticos. Por ejemplo, en los vehículos aeroespaciales, el esfuerzo físico inducido por altas temperaturas es importante. Esto lleva al estudio de la aerotermoelasticidad. En otras situaciones, la dinámica del sistema de control puede afectar los fenómenos aeroelásticos, dando origen a la llamada aeroservoelasticidad.

## Predicción y remedio
La aeroelasticidad no sólo involucra las cargas aerodinámicas externas y la forma en la que cambian, sino también la estructura, la amortiguación y las características de la masa de la aeronave. La predicción consiste en hacer un modelo matemático de la aeronave como una serie de masas conectadas por resortes y amortiguadores que se sintonizan para representar las características dinámicas de la estructura del avión. El modelo también incluye los detalles de las fuerzas aerodinámicas aplicadas y como varían estas.
El modelo se puede usar para predecir la resonancia marginal y, si es necesario, ajustes de prueba para problemas potenciales. Algunos cambios pequeños y escogidos cuidadosamente en la distribución de la masa y la rigidez estructural local puede ser muy efectivo para resolver problemas aeroelásticos.

## Medios
Los siguientes videos detallan el programa de investigación de vuelo de Alas Aerolásticas Activas de la NASA y la Fuerza Aérea de los Estados Unidos, desarrollado en dos fases para investigar el potencial de alas flexibles aerodinámicamente giratorias que pudieran mejorar la maniobrabilidad de aeronaves de alto desempeño a velocidades trans- y ultrasónicas, con superficies de control tradicionales como alerones y flaps de borde de adelanto para inducir el giro.